# Polinices
Polinices (em grego clássico: Πολυνείκης – trad.: “Polyneíkes”), na mitologia grega, é o filho mais novo do rei Édipo com a própria mãe, Jocasta, ou sua segunda esposa Eurigâmia conforme outra versão da lenda. Disputou com seu irmão Etéocles o direito pelo trono de Tebas, incitando a Guerra dos Sete Chefes e a expedição de Alcmeão conhecida como Expedição dos Epígonos.